# Goetzeoideae

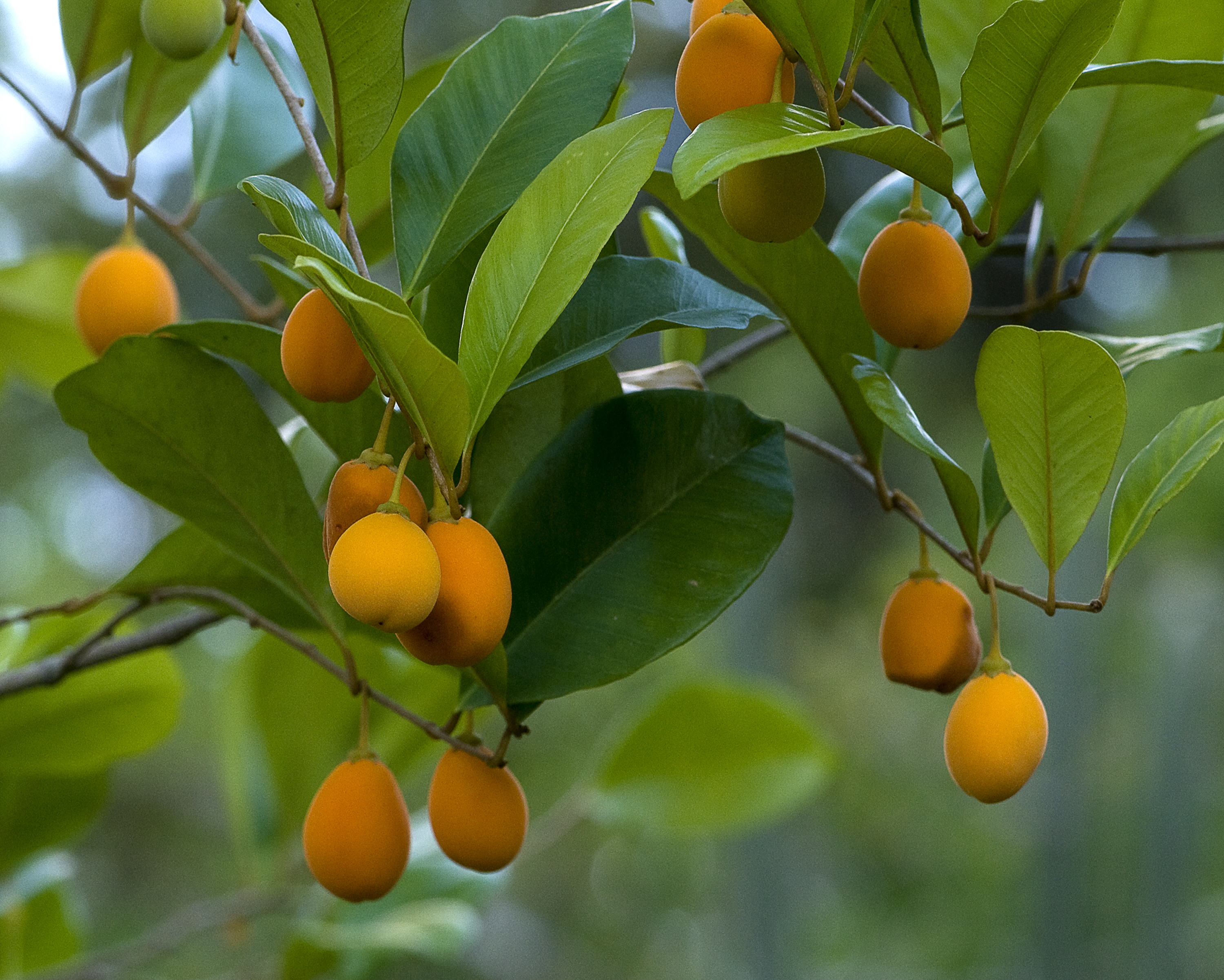
Frutos de Goetzea elegans.

Goetzoideae é uma subfamília pertencente à família das solanáceas (Solanaceae), que agrupa 4-7 géneros e 5-12 espécies, maioritariamente da América do Sul e das Caraíbas.

## Descrição
Subfamília caracterizada por apresentar frutos do tipo drupa e sementes com embriões curvos com cotilédones grandes e carnosos. O número cromossómico básico é x=13.
Na sua presente circunscrição taxonómica, a subfamília inclui 4 géneros e 5 espécies com distribuição natural nas Grandes Antilhas. Baseados em dados moleculares, alguns autores incluem dentro desta subfamília os géneros monotípicos Tsoala Bosser & D'Arcy (1992), endémico de Madagáscar, e Metternichia, do sudeste do Brasil. Goetzeaceae Airy Shaw é considerado um sinónimo desta subfamília.
- Coeloneurum Radlk. (1890), género monotípico endémico de La Española.
- Duckeodendron Kuhlm.
- Espadaea Richardc (1850), com uma única espécie de Cuba.
- Goetzea Wydlerc (1830), inclui duas espécies das Antilhas.
- Henoonia Griseb. (1866), género com uma única espécie oriunda de Cuba.
- Metternichia J. C. Mikan
- Tsoala Bosser & D’Arcy